# فرانسيس ديرهام
فرانسيس ديرهام (أعدم في 10 ديسمبر 1541) أحد رجال بلاط الملك هنري الثامن ملك إنجلترا والذي تورط في علاقة مع زوجة هنري الثامن الخامسة كاثرين هوارد.

## حياته
ولد فرانسيس ديرهام لأبيه جون (توماس) ديرهام، من كريمبليسهام في نورفولك، وأمه إيزابيل ابنة جون باينيل من بوثبي في لينكونشير.
عرف ديرهام بتورطه الجنسي مع الملكة كاثرين هوارد خامس زوجات الملك هنري الثامن ملك إنجلترا. بدأت علاقتهما في 1538، واستمرت حتى اختيرت كاثرين كوصيفة لزوجة هنري الثامن الرابعة آن كليفز. لاحقًا، تم تعيين ديرهام سكرتيرًا في قصر هامبتون بترتيب من الدوقة آجنيس تينلي لضمان كتمانه لعلاقته السابقة مع كاثرين.
وعندما علم توماس كرانمر كبير أساقفة كانتربري بعلاقة ديرهام السابقة بالملكة، أرسل كرانمر رسالة للملك حول ذلك. أدت التحقيقات حول تلك الشائقة إلى القبض على الدوقة وابنها ويليام هوارد وتوماس كلبيبر والملكة نفسها. وتحت وطأة التعذيب، اعترف ديرهام بوجود علاقة سابقة مع الملكة قبل زواجها، ولكنه أقسم أن الأمر لم يتكرر بعد زواجها.
مات ديرهام ميتة شنيعة بعد أن شنق وسحل وقطعت أوصاله، بينما قطع رأس الملكة في برج لندن في 13 فبراير 1542، وبعد فترة أفرج عن الدوقة.